# Ernst Weinland
Ernst Friedrich Weinland (* 9. März 1869 in Hohenwittlingen; † 17. Oktober 1932 in Urach) war ein deutscher Physiologe und Zoologe.

## Leben
Weinland studierte Medizin und Zoologie in München, Tübingen, Berlin und Leipzig und wurde 1893 in Berlin in Zoologie promoviert (Beiträge zur Kenntnis des Baues des Dipteren-Schwingers). Im gleichen Jahr beendete er auch sein Medizinstudium in Leipzig und wurde Assistenzarzt in Esslingen und ging dann als Assistent an das Labor von Carl von Voit in München, wo er sich 1899 in Physiologie habilitierte (Beiträge zur Frage nach dem Verhalten des Milchzuckers im Körper, besonders im Darm). Danach war er außerordentlicher Professor für Physiologie an der Technischen Hochschule für Landwirte in Freising und ab 1913 ordentlicher Professor für Physiologie an der Universität Erlangen.
Er forschte über Physiologie der Sinnesorgane (Neue Untersuchungen über die Funktion der Netzhaut 1895) und Hirnbahnen, später über Biochemie, Enzyme (wie Lactase) und den Stoffwechsel von Parasiten wie Spulwürmer (Ascaris).
1909 wurde er Mitglied der Leopoldina, deren Carus-Preis er bereits 1906 erhalten hatte.

## Schriften
- Neue Untersuchungen über die Funktionen der Netzhaut: nebst einem Versuch einer Theorie über die im Nerven wirkende Kraft im Allgemeinen. Verlag von Franz Pietzcker, Tübingen 1895 Digitalisat
- Beiträge zur Frage nach dem Verhalten des Milchzuckers im Körper, besonders im Darm. In: Zeitschrift für Biologie, 38 (NF 20), München und Leipzig 1899, S. 16–62 Digitalisat

## Quelle
- Rudolf Vierhaus (Hrsg.), Deutsche Biographische Enzyklopädie, De Gruyter Digitalisat